# Poolbillard-Jugendeuropameisterschaft 2005
Die Poolbillard-Jugendeuropameisterschaft 2005 war die 25. Austragung der von der European Pocket Billiard Federation veranstalteten Jugend-Kontinentalmeisterschaft im Poolbillard. Sie fand im Luxemburger Stadtteil Kirchberg-Plateau statt.
Ausgespielt wurden die Disziplinen 14/1 endlos, 8-Ball und 9-Ball sowie Mannschafts-Wettbewerbe in den Kategorien Junioren und Schüler. Bei den Juniorinnen wurden 8-Ball und 9-Ball gespielt.

## Medaillengewinner
| Disziplin              | Gold              | Silber                | Bronze                             |        |
| ---------------------- | ----------------- | --------------------- | ---------------------------------- | ------ |
| Junioren – 14/1 endlos | Adam Skoneczny    | Hubert Łopotko        | Max Graff Thomas Lüttich           | [ 1 ]  |
| Junioren – 8-Ball      | Johannes Kauhanen | Rene Fink             | Stephan Sprangers Max Graff        | [ 2 ]  |
| Junioren – 9-Ball      | Thomas Lüttich    | Abbas al-Marayati     | Marko Schmidt Hubert Łopotko       | [ 3 ]  |
| Junioren-Mannschaft    | Griechenland      | Polen                 | Tschechien Schweden                | [ 4 ]  |
| Schüler – 14/1 endlos  | Albin Ouschan     | Nico Wehner           | Simon Fuger Mariusz Skoneczny      | [ 5 ]  |
| Schüler – 8-Ball       | Bartlomiej Czapla | Nico Wehner           | Torsten Dinter Maximillian Lechner | [ 6 ]  |
| Schüler – 9-Ball       | Evgen Novosad     | Bartlomiej Czapla     | Roy Gerards Jo Graff               | [ 7 ]  |
| Schüler-Mannschaft     | Deutschland       | Polen                 | Österreich Niederlande             | [ 8 ]  |
| Juniorinnen – 8-Ball   | Kristina Schagan  | Eleni Athanasiou      | Agata Sokołowska Darya Krasnozhn   | [ 9 ]  |
| Juniorinnen – 9-Ball   | Kristina Schagan  | Jennifer Fleckenstein | Anja Wagner Eleni Athanasiou       | [ 10 ] |